# فرنس فوتوریستا
فِرِنس فوتوریستا (چکی: Ferenc Futurista; ۷ دسامبر ۱۸۹۱ – ۱۹ ژوئن ۱۹۴۷) بازیگر اهل کشور چکسلواکی بود. او بین سال‌های ۱۹۱۸ تا ۱۹۴۵ در بیش از ۴۵ فیلم ظاهر شد.
از فیلم‌ها یا برنامه‌های تلویزیونی که وی در آن نقش داشته‌است می‌توان به فانوس، حلقه ازدواج اشاره کرد.